# Sân vận động Quốc gia Bukit Jalil
Sân vận động Quốc gia Bukit Jalil (tiếng Mã Lai: Stadium Nasional Bukit Jalil) là một sân vận động đa năng toàn chỗ ngồi nằm trong Khu liên hợp thể thao quốc gia ở Bukit Jalil, ở phía nam của trung tâm thủ đô Kuala Lumpur, Malaysia. Đây là sân nhà của đội tuyển bóng đá quốc gia Malaysia. Với sức chứa 87.411 chỗ ngồi, đây là sân vận động bóng đá lớn nhất ở Đông Nam Á, lớn thứ ba ở châu Á và lớn thứ chín trên thế giới.
Sân vận động chính thức được khánh thành vào ngày 11 tháng 7 năm 1998 bởi Thủ tướng thứ 4 của Malaysia, Mahathir Mohamad. Tại Đại hội Thể thao Khối Thịnh vượng chung 1998, sân đã tổ chức lễ khai mạc và bế mạc, cũng như các nội dung thi đấu môn điền kinh. Kể từ đó, sân trở thành địa điểm chính của các sự kiện đa thể thao quốc tế khác như Đại hội Thể thao Đông Nam Á 2001 và Đại hội Thể thao Đông Nam Á 2017. Nơi đây hiện tổ chức hầu hết các trận đấu bóng đá quốc tế của Malaysia, các trận chung kết bóng đá cấp quốc gia như Cúp FA Malaysia, Cúp bóng đá Malaysia, các sự kiện thể thao và các buổi hòa nhạc.
Sân được xây dựng cùng với các địa điểm thể thao khác trong Khu liên hợp thể thao quốc gia bởi United Engineers Malaysia và được thiết kế bởi Arkitek FAA, Weidleplan Consulting GMBH và Schlaich Bergermann Partner. Cấu trúc màng được sử dụng cho mái che, và hầu hết các vật liệu được sử dụng là bê tông cốt thép. Trước khi Sân vận động Quốc gia Bukit Jalil được khánh thành, Sân vận động Merdeka là sân vận động quốc gia của Malaysia.
Sân vận động cùng với Khu liên hợp thể thao quốc gia hiện đang được cải tạo toàn diện với tổng chi phí là 1,34 tỷ RM như một phần của dự án Thành phố Thể thao KL trong 2 giai đoạn. Dự án 1 (Giai đoạn 1) đã được hoàn thành trước để tổ chức SEA Games 2017 tại Kuala Lumpur, với mặt tiền mới được thiết kế bởi Populous bao phủ bên ngoài sân vận động với các tấm chắn dọc xoắn cũng được chiếu sáng bằng đèn LED, các ghế ngồi được sơn lại hai màu vàng-đen và các cơ sở vật chất được nâng cấp. Sau Đại hội Thể thao Người khuyết tật Đông Nam Á 2017, Dự án 2 (Giai đoạn 2) sẽ bắt đầu, bao gồm lắp đặt thêm mái che có thể thu vào, ghế ngồi có thể thu vào, hệ thống thông gió thoải mái và các cơ sở thể thao và trung tâm mua sắm mới.

## Lịch sử
Sân vận động được xây dựng vào ngày 1 tháng 1 năm 1995 để tổ chức Đại hội Thể thao Khối Thịnh vượng chung 1998. Sân chính thức được hoàn thành vào ngày 1 tháng 1 năm 1998. Sau Đại hội Thể thao Khối Thịnh vượng chung 1998, sân vận động này trở thành sân nhà của đội tuyển bóng đá quốc gia Malaysia, thay thế cho Sân vận động Shah Alam và Sân vận động Merdeka. Nơi đây cũng là sân vận động chính của Đại hội Thể thao Đông Nam Á 2001, Đại hội Thể thao Người khuyết tật Viễn Đông và Nam Thái Bình Dương 2006, Đại hội Thể thao Sinh viên Đông Nam Á 2008 và Đại hội Thể thao Đông Nam Á 2017.
Sức chứa 87.411 chỗ ngồi của Sân vận động Quốc gia Bukit Jalil khiến sân trở thành sân vận động lớn thứ 21 trên thế giới và là sân vận động bóng đá lớn thứ 9 trên thế giới. Sân được xây dựng bởi United Engineers Malaysia, Bhd và được thiết kế bởi Arkitek FAA. Sân đã được hoàn thành sớm hơn ba tháng so với dự kiến. Được thiết kế để tổ chức các sự kiện khác nhau, Sân vận động Quốc gia là địa điểm thể thao trung tâm và nổi bật nhất tại Khu liên hợp thể thao quốc gia rộng 1,2 km² ở Bukit Jalil. Sân vận động này được đánh giá là sân vận động tốt nhất ở Malaysia.
Sân vận động quốc gia trước đây của Malaysia là Sân vận động Merdeka trước khi Khu liên hợp thể thao Bukit Jalil được xây dựng. Malaysia cũng sử dụng các sân vận động khác cho các trận đấu bóng đá của đội như Sân vận động KLFA, Sân vận động MBPJ và Sân vận động Shah Alam.
Vào ngày 18 tháng 2 năm 2020, để ngăn chặn vấn đề liên quan đến mặt sân trong tương lai, Tập đoàn Sân vận động Malaysia (PSM) và Bộ Thanh niên và Thể thao Malaysia (KBS) có kế hoạch nâng cấp mặt sân từ cỏ bò lên cỏ Zeon Zoysia với chi phí ước tính là 10 triệu RM. Chi phí bao gồm việc sử dụng máy móc và thiết bị chuyên dụng cho cỏ. Công việc nâng cấp sẽ bắt đầu vào cuối năm nay và dự kiến sẽ hoàn thành trong vòng ba tháng tới.

## Cơ sở vật chất của sân vận động
Sân vận động được trang bị các cơ sở vật chất sau:
- Mặt sân cỏ bò kích thước 105 m x 68 m
- Đường chạy điền kinh 9 làn 400m
- Đường chạy khởi động 6m x 60m
- Hệ thống đèn pha 1.500 lux
- Studio truyền thông
- Bảng tỉ số ma trận video màu
- Bảng màn hình video ống tia âm cực công nghệ cao
- Các "mái chèo" riêng lẻ chứa các pixel LED ở ghế

## Sử dụng cho các sự kiện khác
Sân vận động Quốc gia Bukit Jalil là nơi tổ chức các sự kiện quan trọng khác ngoài các trận đấu bóng đá. Các nghệ sĩ âm nhạc đáng chú ý đã biểu diễn tại sân vận động bao gồm:
- Trịnh Tú Văn "Shocking color" World Tour Concert 大马站, 16 tháng 3 năm 2002.
- Trương Học Hữu "Music Odyssey" World Tour Concert “音乐之旅演唱會” 大马站, 23 tháng 3 năm 2002.
- Trương Học Hữu Live In Malaysia Concert  “友个人演唱會” 大马站，23 tháng 4 năm 1999.
- David Tao  就是愛你音樂驚奇之旅 (Love Can) World Tour in Malaysia 2006, 28 tháng 10 năm 2006.
- Rain Rain's Coming World Tour, 27 tháng 1 năm 2007.
- The Corrs Talk on Corners World Tour và In Blue.
- Trương Huệ Muội Star Tour Concert.
- Vương Lực Hoành Music Man Tour 2009.
- Good Charlotte (MTV Event).
- S.H.E 奇幻樂園吉隆坡演唱會 (Fantasy Land World Tour), 6 tháng 11 năm 2004.
- S.H.E 愛而為一馬來西亞演唱會 (S.H.E is the One World Tour), 6 tháng 3 năm 2010.
- Kelly Clarkson All I Ever Wanted Tour, Tháng 4 năm 2010.
- Lương Tịnh Như "Today is our Valentine's Day 今天情人节" Live in Malaysia, 13 tháng 6 năm 2009.
- Lương Tịnh Như "Love Parade 爱的大游行" Live in Malaysia, 1 tháng 10 năm 2005.
- Usher OMG Tour, 7 tháng 7 năm 2010.
- Paramore Brand New Eyes World Tour, 19 tháng 10 năm 2010.
- G-Dragon 1st World Tour: One Of A Kind, 22 tháng 6 năm 2013.
- Linkin Park Living Things World Tour, 19 tháng 8 năm 2013.
- Ed Sheeran ÷ Tour, 13 tháng 4 năm 2019.
- Billie Eilish Happier Than Ever, The World Tour, 18 tháng 8 năm 2022.
- Justin Bieber Justice World Tour, 22 tháng 10 năm 2022.
- Blackpink Born Pink World Tour, 4 tháng 3 năm 2023.

## Các sự kiện thể thao lớn
- Điền kinh – Đại hội Thể thao Khối Thịnh vượng chung 1998, Đại hội Thể thao Đông Nam Á 2001, Đại hội Thể thao Người khuyết tật Đông Nam Á 2001, Đại hội Thể thao Sinh viên Đông Nam Á 2008, Đại hội Thể thao Người khuyết tật Đông Nam Á 2009, Đại hội Thể thao Công vụ Đông Nam Á 2015, Đại hội Thể thao Đông Nam Á 2017, và Đại hội Thể thao Người khuyết tật Đông Nam Á 2017.
- Chung kết Cúp bóng đá Malaysia
- Chung kết Cúp FA Malaysia
- FA Premier League Asia Cup 2003
- Cúp bóng đá châu Á 2007
- Champions Youth Cup 2007
- Manchester United Asia Tour 2001, 2009
- Giải vô địch bóng đá Đông Nam Á 2010, Chung kết lượt đi
- Liverpool F.C. Asia Tour 2011
- Chelsea F.C. Summer Tour of Asia 2011[14]
- Arsenal F.C. Pre-Season Asia Tour 2011, 2012[15]
- Chung kết Siêu cúp Franciscan 2013
- Giải vô địch bóng đá Đông Nam Á 2014, chung kết lượt về
- Liverpool F.C. 2nd Asia Tour 2015
- Giải vô địch bóng đá Đông Nam Á 2018, chung kết lượt đi
- Chung kết Cúp FA Malaysia 2019
- Vòng loại giải vô địch bóng đá thế giới 2022 khu vực châu Á
- Chung kết Cúp AFC 2022

## Kết quả giải đấu

### Giải vô địch bóng đá Đông Nam Á 2004
| Ngày                 | Thời gian (UTC+08) | Đội #1      | Kết quả | Đội #2      | Vòng            | Khán giả |
| -------------------- | ------------------ | ----------- | ------- | ----------- | --------------- | -------- |
| 8 tháng 12 năm 2004  | 18:00              | Philippines | 0–1     | Myanmar     | Vòng bảng       | N/A      |
| 8 tháng 12 năm 2004  | 20:45              | Malaysia    | 5–0     | Đông Timor  | Vòng bảng       | N/A      |
| 10 tháng 12 năm 2004 | 18:00              | Thái Lan    | 1–1     | Myanmar     | Vòng bảng       | N/A      |
| 10 tháng 12 năm 2004 | 20:45              | Malaysia    | 4–1     | Philippines | Vòng bảng       | N/A      |
| 12 tháng 12 năm 2004 | 18:00              | Đông Timor  | 0–8     | Thái Lan    | Vòng bảng       | N/A      |
| 12 tháng 12 năm 2004 | 20:45              | Malaysia    | 0–1     | Myanmar     | Vòng bảng       | N/A      |
| 14 tháng 12 năm 2004 | 18:00              | Philippines | 2–1     | Đông Timor  | Vòng bảng       | N/A      |
| 14 tháng 12 năm 2004 | 20:45              | Malaysia    | 2–1     | Thái Lan    | Vòng bảng       | N/A      |
| 16 tháng 12 năm 2004 | 18:00              | Myanmar     | 3–1     | Đông Timor  | Vòng bảng       | N/A      |
| 3 tháng 1 năm 2005   | 20:00              | Malaysia    | 1–4     | Indonesia   | Bán kết lượt về | N/A      |

### Cúp bóng đá châu Á 2007
| Ngày                | Thời gian (UTC+08) | Đội #1     | Kết quả              | Đội #2     | Vòng    | Khán giả |
| ------------------- | ------------------ | ---------- | -------------------- | ---------- | ------- | -------- |
| 10 tháng 7 năm 2007 | 20:30              | Malaysia   | 1–5                  | Trung Quốc | Bảng C  | 21.155   |
| 11 tháng 7 năm 2007 | 18:15              | Iran       | 2–1                  | Uzbekistan | Bảng C  | 1.863    |
| 14 tháng 7 năm 2007 | 18:15              | Uzbekistan | 5–0                  | Malaysia   | Bảng C  | 7.137    |
| 15 tháng 7 năm 2007 | 18:15              | Trung Quốc | 2–2                  | Iran       | Bảng C  | 5.938    |
| 18 tháng 7 năm 2007 | 20:30              | Malaysia   | 0–2                  | Iran       | Bảng C  | 4.520    |
| 22 tháng 7 năm 2007 | 18:15              | Iran       | 0–0 (s.h.p.) (2–4 p) | Hàn Quốc   | Tứ kết  | 8.629    |
| 25 tháng 7 năm 2007 | 18:15              | Iraq       | 0–0 (s.h.p.) (4–3 p) | Hàn Quốc   | Bán kết | 12.500   |

### Giải vô địch bóng đá Đông Nam Á 2010
| Ngày                 | Thời gian (UTC+08) | Đội #1   | Kết quả | Đội #2    | Vòng              | Khán giả |
| -------------------- | ------------------ | -------- | ------- | --------- | ----------------- | -------- |
| 15 tháng 12 năm 2010 | 20:00              | Malaysia | 2–0     | Việt Nam  | Bán kết lượt đi   | 45.000   |
| 26 tháng 12 năm 2010 | 20:00              | Malaysia | 3–0     | Indonesia | Chung kết lượt đi | 98.543   |

### Giải vô địch bóng đá Đông Nam Á 2012
| Ngày                 | Thời gian (UTC+08) | Đội #1    | Kết quả | Đội #2    | Vòng            | Khán giả |
| -------------------- | ------------------ | --------- | ------- | --------- | --------------- | -------- |
| 25 tháng 11 năm 2012 | 18:00              | Indonesia | 2–2     | Lào       | Vòng bảng       | N/A      |
| 25 tháng 11 năm 2012 | 20:45              | Malaysia  | 0–3     | Singapore | Vòng bảng       | N/A      |
| 28 tháng 11 năm 2012 | 18:00              | Indonesia | 1–0     | Singapore | Vòng bảng       | N/A      |
| 28 tháng 11 năm 2012 | 20:45              | Lào       | 1–4     | Malaysia  | Vòng bảng       | N/A      |
| 1 tháng 12 năm 2012  | 20:45              | Malaysia  | 2–0     | Indonesia | Vòng bảng       | N/A      |
| 9 tháng 12 năm 2012  | 20:00              | Malaysia  | 1–1     | Thái Lan  | Bán kết lượt đi | N/A      |

### Giải vô địch bóng đá U-16 châu Á 2018
| Ngày                | Thời gian (UTC+08) | Đội #1    | Kết quả | Đội #2     | Vòng      | Khán giả |
| ------------------- | ------------------ | --------- | ------- | ---------- | --------- | -------- |
| 20 tháng 9 năm 2018 | 16:30              | Malaysia  | 6–2     | Tajikistan | Vòng bảng | 723      |
| 21 tháng 9 năm 2018 | 16:30              | Iran      | 0–2     | Indonesia  | Vòng bảng | 3.431    |
| 23 tháng 9 năm 2018 | 16:30              | Thái Lan  | 4–2     | Malaysia   | Vòng bảng | 8.596    |
| 24 tháng 9 năm 2018 | 16:30              | Ấn Độ     | 0–0     | Iran       | Vòng bảng | 186      |
| 24 tháng 9 năm 2018 | 20:45              | Indonesia | 1–1     | Việt Nam   | Vòng bảng | 11.201   |
| 27 tháng 9 năm 2018 | 11:00              | Malaysia  | 0–2     | Nhật Bản   | Vòng bảng | 8.378    |
| 27 tháng 9 năm 2018 | 16:30              | Yemen     | 5–1     | Jordan     | Vòng bảng | 531      |
| 27 tháng 9 năm 2018 | 20:45              | Ấn Độ     | 0–0     | Indonesia  | Vòng bảng | 11.388   |
| 30 tháng 9 năm 2018 | 16:30              | Nhật Bản  | 2–1     | Oman       | Tứ kết    | 267      |
| 1 tháng 10 năm 2018 | 16:30              | Indonesia | 2–3     | Úc         | Tứ kết    | 13.743   |
| 4 tháng 10 năm 2018 | 16:30              | Nhật Bản  | 3–1     | Úc         | Bán kết   | 224      |
| 7 tháng 10 năm 2018 | 20:45              | Nhật Bản  | 1–0     | Tajikistan | Chung kết | 352      |

### Giải vô địch bóng đá Đông Nam Á 2018
| Ngày                 | Thời gian (UTC+08) | Đội #1   | Kết quả | Đội #2   | Vòng              | Khán giả |
| -------------------- | ------------------ | -------- | ------- | -------- | ----------------- | -------- |
| 12 tháng 11 năm 2018 | 20:45              | Malaysia | 3–1     | Lào      | Vòng bảng         | 12.127   |
| 24 tháng 11 năm 2018 | 20:30              | Malaysia | 3–0     | Myanmar  | Vòng bảng         | 83.777   |
| 1 tháng 12 năm 2018  | 20:45              | Malaysia | 0–0     | Thái Lan | Bán kết lượt đi   | 87.545   |
| 11 tháng 12 năm 2018 | 20:45              | Malaysia | 2–2     | Việt Nam | Chung kết lượt đi | 88.482   |

### Cúp Airmarine 2019
| Ngày                | Thời gian (UTC+08) | Đội #1      | Kết quả     | Đội #2      | Vòng          | Khán giả |
| ------------------- | ------------------ | ----------- | ----------- | ----------- | ------------- | -------- |
| 20 tháng 3 năm 2019 | 16:30              | Oman        | 5–0         | Afghanistan | Bán kết       | N/A      |
| 20 tháng 3 năm 2019 | 20:45              | Malaysia    | 0–1         | Singapore   | Bán kết       | N/A      |
| 23 tháng 3 năm 2019 | 16:30              | Afghanistan | 1–2         | Malaysia    | Tranh hạng ba | N/A      |
| 23 tháng 3 năm 2019 | 20:45              | Oman        | 1–1 (5–4 p) | Singapore   | Chung kết     | N/A      |

### Giải vô địch bóng đá Đông Nam Á 2022
| Ngày                 | Thời gian (UTC+08) | Đội #1   | Kết quả | Đội #2    | Vòng            | Khán giả |
| -------------------- | ------------------ | -------- | ------- | --------- | --------------- | -------- |
| 24 tháng 12 năm 2022 | 20:30              | Malaysia | 5–0     | Lào       | Vòng bảng       | 29.961   |
| 3 tháng 1 năm 2023   | 20:30              | Malaysia | 4–1     | Singapore | Vòng bảng       | 65.147   |
| 7 tháng 1 năm 2023   | 20:30              | Malaysia | 1–0     | Thái Lan  | Bán kết lượt đi | 62.989   |

### Giải vô địch bóng đá ASEAN 2024
| Ngày                 | Thời gian (UTC+08) | Đội #1   | Kết quả | Đội #2     | Vòng      | Khán giả |
| -------------------- | ------------------ | -------- | ------- | ---------- | --------- | -------- |
| 11 tháng 12 năm 2024 | 21:00              | Malaysia | 3–2     | Đông Timor | Vòng bảng | 7.420    |
| 20 tháng 12 năm 2024 | 21:00              | Malaysia | 0–0     | Singapore  | Vòng bảng |          |

## Hình ảnh

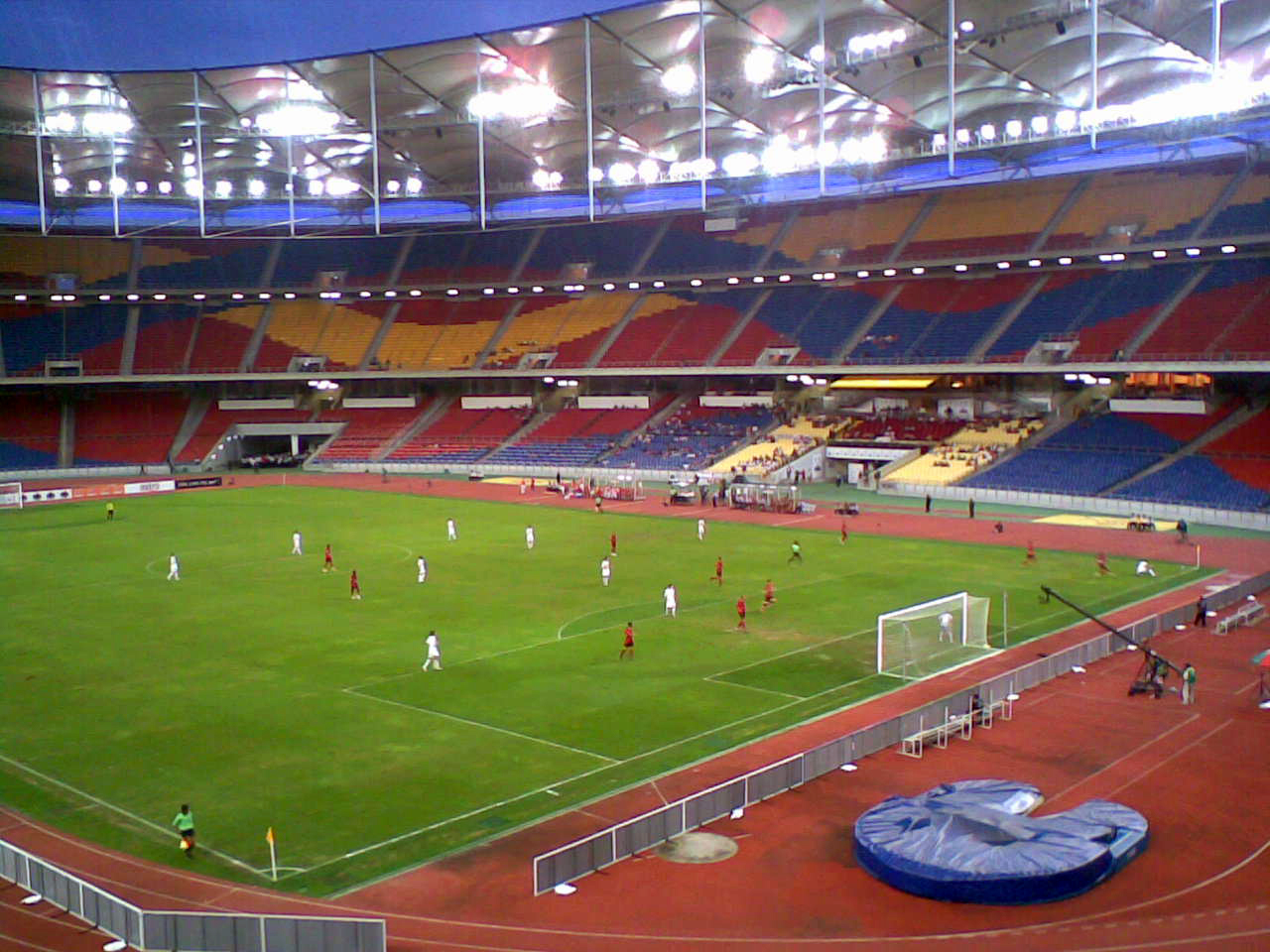
Sân vận động vào năm 2007
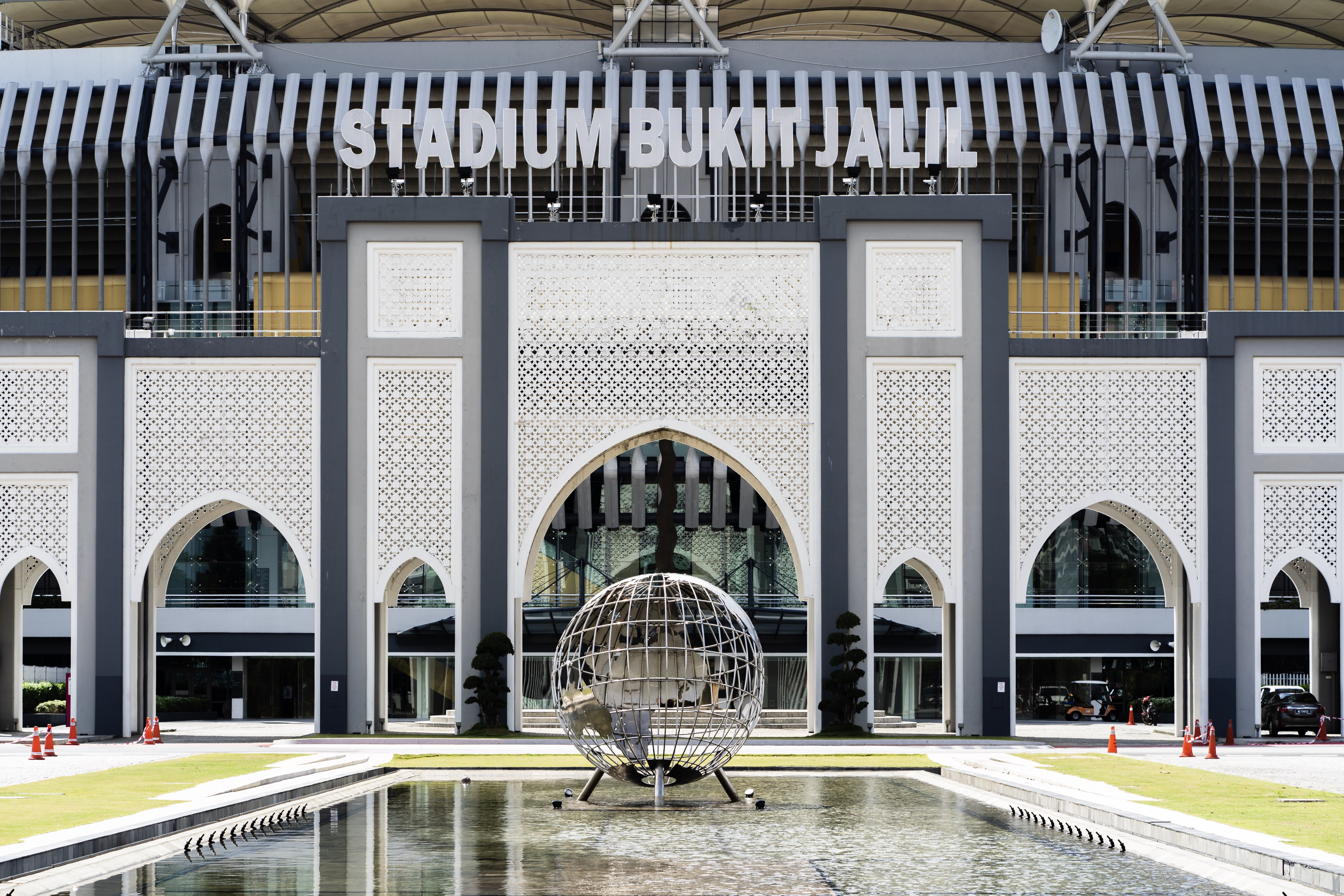
Cổng trước của Sân vận động Quốc gia Bukit Jalil